# 蓝精灵 (电影)

香港海報

《蓝精灵》（英語：The Smurfs）是一部2011年上映的美国真人动画3D电影。根据漫画《藍色小精靈》以及1980年代的电视剧改编而成，导演是拉加·高斯内尔，美国于7月29日上映。续集《蓝精灵2》于2013年7月31日在美国上映。

## 故事简介
邪恶的格格巫突然闯进精灵村庄，受惊的六个蓝色小精灵被笨笨带进了禁地石窟。由於当时是蓝月，他们在奇异的蓝月亮照耀下竟然穿越结界进入了我们当今的人类世界——纽约市。
六个蓝色小精灵暂时寄居在一对年轻夫妇家中，一方面他们要寻找方法重回家乡；另一方面，格格巫同阿兹猫也来到这裡寻找抓拿他们，於是彼此展开了一系列鬥智鬥勇的较量。

## 角色

### 演出
| 配音               | 配音   | 配音   | 角色 |
| 演員               | 台版   | 港版   | 角色 |
| ------------------ | ------ | ------ | --- |
| 尼爾·柏德烈·夏里斯 | 于正昌 | 陳國邦 | 派翠克·溫斯洛（Patrick Winslow），在一家位於紐約市的法國化妝品公司做廣告設計工作 |
| 傑瑪·梅斯          | 楊凱凱 | 羅敏莊 | 葛瑞絲·溫斯洛（Grace Winslow）,Patrick已懷孕的妻子。 |
| 漢克·阿扎里亞      | 曹冀魯 | 張錦程 | 賈不妙（Gargamel），藍色小精靈的敵人，擁有一個助手——大笨貓（Azrael）。 在原漫畫中，他是靠藍色小精靈來熔煉金子的， 但是影片中他的目的則是利用藍色小精靈身上的精華來製造能帶來魔法的藥水。 漢克演這個角色花了不少化妝時間。 |
| 索菲婭·維加拉      | 陳美貞 | 蝦頭   | 傲迪兒（Odile Anjelou），化妝品公司（Anjelou Cosmetics）的執行總監，Patrick的老闆。 |
| 提姆·岡恩          |        | 周志輝 | 亨利（Henri），Odile的助理。 |
| Paula Pizzi        |        |        | 傲迪兒的母親。 |

### 配音
| 配音           | 配音     | 配音     | 角色                     |
| 英版           | 台版     | 港版     | 角色                     |
| -------------- | -------- | -------- | ------------------------ |
| 喬納森·溫特斯  | 陳宗岳   | 甄錦華   | 精靈老爹（Papa Smurf）   |
| 凱蒂·佩芮      | 林美秀   | 黃山怡   | 小美人（Smurfette）      |
| 弗萊德·阿米森  | 蔣鐵城   | 泰臣     | 小聰明（Brainy Smurf）   |
| 亞倫·甘明      | 夏治世   | 朱栢康   | 小勇敢（Gutsy Smurf）    |
| 安東·尤金      | 劉傑     | 林澤群   | 小笨蛋（Clumsy Smurf）   |
| 喬治·洛佩茲    |          | 黃文偉   | 小討厭（Grouchy Smurf）  |
| Jeff Foxworthy |          |          | 小鐵匠（Handy Smurf）    |
| Paul Reubens   |          |          | 小搗蛋（Jokey Smurf）    |
| Gary Basaraba  |          |          | 小力士（Hefty Smurf）    |
| 约翰·奥利弗    | 康殿宏   |          | 小自戀（Vanity Smurf）   |
| Kenan Thompson |          |          | 小貪吃（Greedy Smurf）   |
| B·J·诺瓦克     |          |          | 小麵包師（Baker Smurf）  |
| Joel McCrary   |          | 潘雲峰   | 小農夫（Farmer Smurf）   |
| Wolfgang Puck  |          |          | 小廚師（Chef Smurf）     |
| John Kassir    |          |          | 小緊張（Crazy Smurf）    |
| Tom Kane       | 林谷珍   | 高翰文   | 小旁白（Narrator Smurf） |
| 弗兰克·维尔克  | 使用原音 | 使用原音 | 大笨貓（Azrael）         |

## 制作
本片於2010年3月26日在纽约开拍，它不仅是蓝色小精灵作品中首部真人电影，也是索尼影視娛樂制作的首部真人动画片。

## 票房
美国
首周末三天收获3560万美元名列第二，仅次于第一名《牛仔与外星人》的3640万。次周末收2100万继续名列第二(《牛仔与外星人》则收1574列第三)，累计7620万。第三个周末收1350万名列第四位，累计1.0154亿。第四个周末收800万名列第五，累计1.1774亿。
中国大陆
首周五天累计人次为2312865，收获9100万人民币，次于《哈利·波特与死亡圣器（下）》名列第二位。第二周人次为2208891，收8400万名列第一，12天累计1.75亿。第三周人次为1338723，收5010万，次于《窃听风云2》名列第二，19天累计2.251亿。最终累计2.6亿。
| 上一届： 《哈利波特：死神的聖物Ⅱ》 | 2011年中国内地一周票房冠军 第34周 | 下一届： 《窃听风云2》 |

## 中文配音
片商在發行BD時，將「中華民國國語」與「中國大陸普通話」音源弄錯——在BD選單的語言發音，選「Mandarin PRC（普通話）」影片中會搭配臺灣配音，選擇「Mandarin（國語）」則會搭配中國大陸之配音。

### 中国大陆
国内公映译制名单
- 蓝爸爸 配音 陆建艺
- 格格巫 配音 胡连华
- 帕特里克 配音 孟令军
- 蓝妹妹 配音 杨鸣
- 其他配音演员
- 王琛 王晓巍 杨波 苗楠 林迪 牟珈论 王利军 郭金非

### 台湾
臺灣版配音由臺灣資深配音員劉傑及林美秀（小美人）等人擔任，但於第二集更換部份配音員。
臺灣在譯製華語配音版本時，出現一些錯誤，例如：
1. 將「小討厭」（中国大陆译“厌厌”）譯作「小牢騷」。
2. 將「小旁白」當作「小詩人」。「小旁白」為首次登場的角色，僅於電影版出場；「小詩人」為原著登場的角色，於漫畫、電視動畫出場。
3. 使用中國大陸之翻譯名稱「藍精靈」，而非原本通用的「藍色小精靈」。劇中應說出或呼喊「小精靈（如原著漫畫的臺灣中文版）」的地方，配音對白仍為「藍精靈」。例如賈不妙和傲迪兒下車後之談話，傲迪兒將「小精靈」說成「小叮鈴」、「小金銀」，應為「小精靈」之諧音。